# Tifón Haitang (2005)
El tifón Haitang, conocido en Filipinas como Tifón Feria (designación internacional: 0505, designación JTWC: 05W), fue el primer súpertifón de la temporada de tifones del Pacífico de 2005. Tuvo vientos de hasta 260 km/h (160 mph) en la intensidad máxima, y causó más de 18 lesiones graves y 13 muertes confirmadas en Taiwán y la República Popular de China. El daño totalizó alrededor de $1.1 mil millones (2005 USD), la mayoría de los cuales ocurrieron en China continental.

## Historia meteorológica
Se formó en la tarde del 11 de julio de 2005 como una depresión mal organizada a unos 280 km (110 nm) al oeste de la isla Marcus, Japón a las 12:00 UTC (21:00 JST). Para las 18:00 UTC (03:00 JST del 13 de julio), había alcanzado una alta y destructiva fuerza de tormenta tropical y se llamaba Haitang, un nombre chino para la floración del manzano silvestre. Creció hasta alcanzar la fuerza del tifón a las 18:00 UTC (03:00 JST del 14 de julio) al día siguiente. A medida que avanzaba hacia el oeste, continuó ganando fuerza, alcanzando el estado de categoría tres al ingresar al área de responsabilidad de Filipinas. La Administración de Servicios Atmosféricos, Geofísicos y Astronómicos de Filipinas (PAGASA) nombró a la tormenta Feria por las advertencias filipinas el 15 de julio. Para el 16 de julio, la tormenta continuó rastreando hacia el oeste y se convirtió en una amenaza para Taiwán y las Islas Sakishima de Japón. 
Haitang se fortaleció en un súper tifón de categoría 5. Sin relación con Haitang, el huracán Emily se intensificó en un huracán categoría 5 aproximadamente al mismo tiempo que Haitang estaba en la intensidad de súper tifón de categoría 5, marcando la primera vez desde 1997 cuando dos ciclones tropicales de fuerza de categoría 5 existían simultáneamente en el hemisferio norte. El 17 de julio se debilitó a una categoría 3 a medida que continuaba hacia el oeste, ahorrando a[Sakishima un golpe directo pero apuntando directamente a Taiwán. Haitang tocó tierra cerca de Hualien, Taiwán a las 00:00 UTC (08:00 NST) en la mañana del 18 de julio. Tomó un día completo para cruzar la isla y causó inundaciones repentinas y deslizamientos de tierra al pasar sobre las montañas interiores. Debilitándose en una tormenta tropical cuando ingresó al Mar del Sur de China, se reorganizó en un tifón mínimo a medida que se acercaba a la costa sureste de China. Haitang tocó tierra por segunda vez cerca de Wenzhou, China, el 19 de julio a las 12:00 UTC (20:00 CST). Moviéndose tierra adentro, rápidamente perdió su fuerza y se disipó. La Administración de Servicios Atmosféricos, Geofísicos y Astronómicos de Filipinas (PAGASA) dejó de emitir avisos para la tormenta cerca de Jiangxi el 20 de julio.

## Impacto

### República de China
En Taiwán, dos mujeres fueron encontradas muertas al este de Taipéi, un hombre fue asesinado por la caída de rocas y una cuarta víctima fue arrastrada por el agua mientras pescaba. Se ordenó el cierre de empresas y escuelas en todo Taiwán el 18 de julio debido al tifón. Más de 1.500 personas habían sido evacuadas, principalmente del norte de Taiwán, y se podían ver signos de devastación, como árboles desarraigados, olas altas y pérdida de energía eléctrica.

### República Popular China
Se estima que 15 millones de personas fueron afectadas por el tifón. Un total de 2,151 casas fueron destruidas, 262.9 km (163.4 millas) de caminos fueron arrasados y varios miles de líneas eléctricas fueron derribadas por la tormenta. El daño a la infraestructura ascendió a ¥8 mil millones (US$ 1.1 mil millones).
Además, las estadísticas muestran que la provincia de Fujian se derrumbó 06,300 casas, 17,700 dañadas; los cultivos afectaron el área de 107,160 hectáreas, el área de desastre de 37,240 hectáreas, la destrucción total de un área de 13,170 hectáreas, una reducción en 49,000 toneladas de alimentos, la pérdida de área de reproducción de productos acuáticos de 08,360 hectáreas, 64,400 toneladas; 1028 producción de empresas industriales y mineras, caminos interrumpidos 50 veces, la destrucción de 187.02 kilómetros de la calzada; daños a la transmisión, línea de comunicaciones 359.75 kilómetros; 305 terraplenes dañados, 44.85 kilómetros, ruptura de diques 19 Departamento, 1.4 km, terraplén dañado, instalaciones de riego en 1348, esclusas dañadas, estaciones hidrológicas, estación de bombeo eléctrico y mecánico, estación 238, 110 destruidas.
El Cuartel General de Control de Inundaciones y Prevención de Sequías de la provincia de Zhejiang, muestra que, a partir de las 16:00 de ayer por la tarde, la provincia de Zhejiang registra pérdidas económicas directas de 5,46 mil millones de yuanes. Pérdida directa de las instalaciones de conservación de agua en las que 582 millones de yuanes, instalaciones de transporte y comunicaciones de pérdida directa de energía 1.81 mil millones de yuanes, 1.92 mil millones de yuanes agrícolas en pérdidas económicas directas. Las pérdidas económicas se concentraron principalmente en la región de Wenzhou, lo que representa la pérdida de la pérdida local de más del 70% del total.
El cuartel general de control de inundaciones y alivio de la sequía en la provincia de Zhejiang, subdirector de la oficina de Yao-wei sobre el tifón, el sur de Zhejiang y otros lugares, fuertes lluvias persistentes, agua de Wenzhou Yongjia, Yueqing y otras ciudades y pueblos, municipios, etc. El pueblo de Cangnan inundado de agua, agua, el agua más profunda del pueblo a más de 4 metros de profundidad.
Yao Wei dijo que, según el Cuartel General de Control de Inundaciones y Prevención de Sequías de las ciudades de Zhejiang informó estadísticas preliminares resumidas del desastre, un total de cuatro condados de la ciudad de Zhejiang 26 (ciudades), 465 aldeas y pueblos afectaron a 6.092 millones de personas, el colapso de las viviendas 5710 Los cultivos afectaron 183,220 hectáreas de tierras de cultivo, destruyeron un área de 45,400 hectáreas, 62,769 producción industrial y minera, interrumpieron la autopista 447, 598.2 kilómetros de daños en la calzada, 522.7 kilómetros de daños en la línea de transmisión, daños en las líneas de comunicación 408.7 kilómetros o daños para tener cuidado con 1112 , 203.0 kilómetros, ruptura de diques 653, 46.6 kilómetros, 60 pequeñas centrales hidroeléctricas. En la actualidad, hay más de 700 personas atrapadas dentro, las víctimas deben ingresar una verificación.Yao Wei dijo que, según el Cuartel General de Control de Inundaciones y Prevención de Sequías de las ciudades de Zhejiang informó estadísticas preliminares resumidas del desastre, un total de cuatro condados de la ciudad de Zhejiang 26 (ciudades), 465 aldeas y pueblos afectaron a 6.092 millones de personas, el colapso de las viviendas 5710 Los cultivos afectaron 183,220 hectáreas de tierras de cultivo, destruyeron un área de 45,400 hectáreas, 62,769 producción industrial y minera, interrumpieron la autopista 447, 598.2 kilómetros de daños en la calzada, 522.7 kilómetros de daños en la línea de transmisión, daños en las líneas de comunicación 408.7 kilómetros o daños para tener cuidado con 1112 , 203.0 kilómetros, ruptura de diques 653, 46.6 kilómetros, 60 pequeñas centrales hidroeléctricas. En la actualidad, hay más de 700 personas atrapadas dentro, las víctimas deben ingresar una verificación.